# Austrocotesia
Austrocotesia – rodzaj błonkówek z rodziny męczelkowatych.

## Zasięg występowania
Oceania oraz Ameryka Południowa.

## Systematyka
Do rodzaju zaliczanych jest 5 opisanych gatunków:
- Austrocotesia croizati Valerio & Whitfield, 2005
- Austrocotesia delicata Austin & Dangerfield, 1992
- Austrocotesia exigua Austin & Dangerfield, 1992
- Austrocotesia paradoxa Austin & Dangerfield, 1992
- Austrocotesia renei Valerio & Whitfield, 2005